# Carebaco-Meisterschaft 2004
Die Carebaco-Meisterschaft 2004 im Badminton fand vom 3. bis zum 6. November 2004 in Trinidad und Tobago statt.

## Sieger und Platzierte
| Disziplin    | Gold                          | Silber                              | Bronze                                   |
| ------------ | ----------------------------- | ----------------------------------- | ---------------------------------------- |
| Herreneinzel | Andrew Dabeka                 | Raju Rai                            | Alexandre Tremblay                       |
| Herreneinzel | Andrew Dabeka                 | Raju Rai                            | Marc Lai                                 |
| Dameneinzel  | Charmaine Reid                | Eva Lee                             | Florence Lavoie                          |
| Dameneinzel  | Charmaine Reid                | Eva Lee                             | Sarah MacMaster                          |
| Herrendoppel | Khankham Malaythong Raju Rai  | Alexandre Tremblay Tom Lucas Picher | Philippe Bourret Jean Philippe Goyette   |
| Herrendoppel | Khankham Malaythong Raju Rai  | Alexandre Tremblay Tom Lucas Picher | Justin Siu Rahul Rampersad               |
| Damendoppel  | Helen Nichol Charmaine Reid   | Sarah MacMaster Valérie Loker       | Mesinee Mangkalakiri Eva Lee             |
| Damendoppel  | Helen Nichol Charmaine Reid   | Sarah MacMaster Valérie Loker       | Jennifer Coleman Melinda Keszthelyi      |
| Mixed        | Philippe Bourret Helen Nichol | Jean Philippe Goyette Amélie Felx   | Khankham Malaythong Mesinee Mangkalakiri |
| Mixed        | Philippe Bourret Helen Nichol | Jean Philippe Goyette Amélie Felx   | Marc Lai Melinda Keszthelyi              |
| Teams        | Trinidad und Tobago           | Suriname                            | Barbados                                 |